# علم الفلك العبري
علم الفلك العبري يشير إلى أي عمل في مجال الفلك مكتوب باللغة العبرية أو كتب للمتحدثين باللغة العبرية، أو تم ترجمته إلى اللغة العبرية. فإنه يشمل أيضا نوع غير عادي من أداب العصور الوسطى وهي الأعمال المكتوبة باللغة العربية ولكن باستخدام الحروف العبرية. كما يشمل مجموعة واسعة من كتابات الفلك وعلم الكونيات الواردة من ما ورد في الكتاب المقدس وبشكل أساسي في التناخ (الكتاب المقدس باللغة العبرية أو ما يعرف «بالعهد القديم») وحتى الأعمال الدينية اليهودية مثل التلمود والأعمال الفنية الخالصة.
ينسب بعض التقاليد الفارسية والعربية تنسب علم الفلك إلى أدم وشيت وأخنوخ. كما يرجح بعض العلماء إلى أن علامات الأبراج الفلكية، وأسماء النجوم المرتبطة بها، وضعت في الأصل من قبل الأجداد العبرانيين كأسلوب يسهل تذكر قصص الكتاب المقدس. المؤرخ فلافيوس يوسيفوس يقول أن شيت وذريته القديمة  حفظوا المعرفة الفلكية في أعمدة من الحجر.

## الأبراج والنجوم
يحمل عدد قليل من النجوم والأبراج ي الكتاب المقدس العبري أسماء فردية بهوية غير محددة. من الأسماء التي ذكرت بشكل واضح هي:
- كيسيل،[2] وعادة ما يفهم على أنه أوريون، وهو ملاك عملاق.
- كيما،[3] والتي قد تكون الثريا، أو الدبران أو السماك الرامح أو الشعرى اليمانية.
- عايش، [4] وقد يكون القلائص أو الدب الأكبرأو حتى نجمة المساء (كوكب الزهرة عندما يرى بعد غروب الشمس).
- ميزاريم,[5] والتي قد تكون الدب الأكبر أو الدب الأصغر، أو مرادفا mazzalot ، وفي هذه الحالة تشير إلى الكواكب أو.

## الكواكب
تم ذكر اسم كوكبين اثنين فقط من الكواكب في التناخ:
- ذكر مصطلح «تشيون» (بالعبرية: כיון) في  سفر عاموس 5:26[6] ويعتقد بعض الكتاب أنه يشير إلى كوكب زحل، ويرتبط ارتباطا وثيقا بالكوكب «كيوانو» الآشوري[7]
- ورد ذكر فينوس، أو كوكب الزهرة، وتدعى "شمايم هايملكات ("ملكة السماء") في إرميا 7:18 وفي أماكان أخرى..[8]
- جاء ذكرهليل ( ابن الصباح) في إشعياء 14:12، هو أيضا يعتقد أنه نجمة الصباح (كوكب الزهرة عندما يظهر قبل الفجر).

## التلمود
لا تنبثق المعلومات المحفوظة في التلمود من نظام متجانس، فهي تراكمات لأعمال وضعت فيما لا يقل عن أربعة قرون، ويمكن عزوها إلى مختلف مؤلفي التلمرد المقدسي والبابلي، ومنهم من كان يميل إلى التصوف.

### علم الفلك كدراسة دينية
تتجلى قيمة المعرفة الفلكية الفعلية في الديانة اليهودية في أقسامكتاب أخنوخ  الموضوع بين سنتي 72 و80 قبل الميلاد، فضلا عن أقوال عالم الرياضيات اليعارز هيسما (حوالي 100م) الذين وصف بقدرته على معرفة "عدد قطرات المياه في المحيط" (هور. 10a)، فقد قال أن "القدرة على حساب إانقلابات الشمس والتقويم هما 'حلوى (أي المساندة) الحكمة '" (Ab. iii. 18). كما أن من بين العلوم التي اتقنها زكاي بن يوهانان  كانت معرفة الأنقلاب الشتوي والتقاويم، أي القدرة على حساب سير الشمس والقمر. واعلن في وقت لاحق أن "من يمكنه حساب سير الشمس الثورة الكواكب ويهمل القيام بذلك، فإنه يطبيق قول النبي أشعيا (5-12)، الذي قال آنه مثل من يهمل عمل الرب ما صنعته يدي الإله. فبالنسبة لليهود، فإن معرفة مسار الشمس والكواكب  (تثنية 4 - 6) "هي الحكمة والفهم في مرأى الأمم".

### الشمعدان ومراحل الكواكب السبعة التقليدية والقمر
يولى الرقم سبعة أهمية كبرى في اليهودية ويتردد كموضوع في الكتب المقدسة العبرية. فقد أعطوا أهمية للاضواء المنبعثة عن الكواكب السبعة الكلاسيكية (وهي القمر وعطارد والزهرة والشمس والمريخ والمشتري وزحل) ولمراحل القمر الأربعة (والتي تساوي سبعة أيام تقريبا). وربطوها بعمل الله عند الخليقة (سفر التكوين 1:1) مما يدل على الحروف العبرية الثمانية وعشرين (أي 7x4) في العبرية الأصلية والتي هي «توقيع الله» إذ ذكر: 
ولهذا، كان للشمعدان اليهودي سبع شمعات متفرعة عن أربعة تفريعات.

### التسلسل الزمني والأبراج
كان تحديد الوقت والتسلسل السبب الرئيس لدراسة علم الفلك عند اليهود. إذ اعتمدت الأوقات المقدسة على دورات الشمس والقمر. حدد التلمود اثني عشر برج  يتناسب مع اثني عشر شهرا من أشهر التقويم العبري وهي:
1. برج الحمل (تيءليه) - نيسان
2. برج الثور (شور) - أيار
3. الجوزاء (تيوميم) - سيفان
4. السرطان (سرطان) - تموز
5. ليو  (آري) - آب
6. برج العذراء (بتولة) - ايلول
7. برج الميزان (ميزناييم) - (تشري)
8. برج العقرب (الأقرب) - تشيشفان
9. برج القوس (كيشيت) - كيسليف
10. برج الجدي (جدي) - تيفيت
11. برج الدلو (دئلي) - شباط
12. برج الحوت (داغيم) - اذار

### الأجرام السماوية وحركاتهم
ذكر التلمود كونيتين اثنتين. واحدة هي كونية الأرض المسطحة وهي تشبه وصف العالم كما رود في اساطير الشرق الأدنى القديم. أوالأخرى هي النموذج المركزي للأرض، وفقا لمسار النجوم حول الأرض. وفقا لأرسطو ولبطليموس، وغيرهما من بين الفلاسفة اليونانيين، لا تتحرك النجوم من تلقاء نفسها بل انها مرتبطة بمجالات كروية مركزها مركز الأرض. وهناك فقرة واردة في التلمود تخالف ما أمن به الوثنيون وتناقض ما عرضه الحكماء اليهود:
يقول عقلاء اليهود: «ان المجالات الكروية ثابتة لا تتغير وأن الكواكب تدور حولها»؛ بينما تقول الأمم: «أن المجال الكروي يتحرك بينما الكواكب تقف ثابتة.» بينما يقول عقلاء إسرائيل «تتحرك الشمس في النهار تحت السماء وفي الليل فوق السماء» 

## أقوال ما بعد التلمودية
اهتم اليهود بعلوم  الفلك الهلنستي الذي أحيت زمن العصر الذهبي للاسلام، وبخاصة في كتابالمجسطي والذي ترجمه سهل بن الطبري في وقت مبكر من عام 800 م، في حين أن واحدا من أقرب طلاب علم الفلك لدى العرب كان ما شاء الله ابن عذاري (754-873?). يبدوا أن اليهود شعروا بقلق بشأن تشكيل الجداول الفلكية العملية التي ساعدت علماء الفلك التي وضعت تحت رعاية الخليفة عبدالله المأمون حوالي 850م. كما اهتم لا يقل عن اثني عشر يهوديا  في جداول طليطلة التي وضعت حوالي عام 1080م تحت اشراف أحمد بن زيد. كما اهتم اليهود لى قدم المساواة  في جداول بطرس الرابع من أراغون الأقل أهمية.